# Scanner planetario
Lo scanner planetario è un tipo di scanner ottico usato per effettuare scansioni di libri rari e altri documenti facilmente danneggiabili. Esso si avvale di una fotocamera che fotografa un piano ben illuminato. Originariamente questo tipo di scanner era molto costoso e poteva essere utilizzato solo in archivi e musei, ma con l'avvento di fotocamere digitali ad alta risoluzione più economiche, gli scanner planetari sono diventati molto diffusi e sono oggi usati, per esempio, anche dai volontari che partecipano al Progetto Gutenberg.

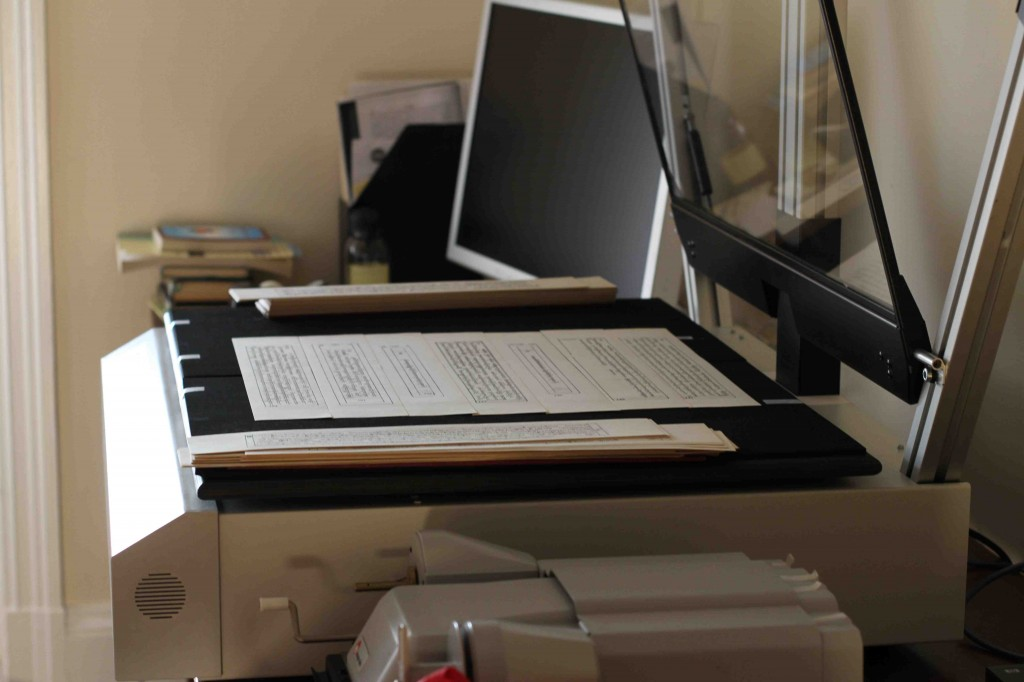
Esempio di scanner planetario

Gli scanner lineari devono venire in contatto con l'oggetto da scansionare. Essi richiedono inoltre che, per tutta la durata dell'operazione, il libro sia completamente aperto. Tuttavia l'apertura di un volume a 180 gradi può danneggiarne la legatura. Questi scanner sono stati implementati per scansionare altri tipi di documenti fragili, come le mappe antiche. Tuttavia gli scanner planetari che richiedono l'apertura del testo da digitalizzare a 180 gradi, hanno delle caratteristiche che permettono di proteggere la rilegatura da possibili danni. Molti scanner sono dotati di piani basculanti, intercapedini in cui poggiare le legature e sensori che permettono ai vetri di effettuare una pressione controllata. Si sostiene che aprendo il volume da scansionare a 180 gradi e usando un vetro, lo scanner sia capace di catturare maggiori dettagli rispetto ad una apertura a V.
Gli scanner planetari permettono di maneggiare porzioni limitate del volume e forniscono un'alternativa all'apertura totale del libro.